# Contea di Dufferin
La contea di Dufferin è una contea dell'Ontario in Canada. Al 2006 contava una popolazione di 54.436 abitanti. Ha come capoluogo Orangeville.